# Laguna Raicitas
A  Laguna Raicitas é um lago localizado na Guatemala. Localiza-se no departamento de Retalhuleu, Município de Champerico.